# Strikeforce: Feijao vs. Henderson
Strikeforce: Feijao vs. Henderson foi um evento de artes marciais mistas promovido pelo Strikeforce. O evento ocorreu em 5 de março de 2011 no Nationwide Arena em Columbus, Ohio. O evento foi o primeiro a ocorrer em Ohio e coincidiu com o Arnold Sports Festival, que anualmente recebe mais de 150,000 fãs de esporte.

## Background
A luta entre Tim Kennedy e Jason Miller era esperada para ocorrer no evento. Porém, Miller desistiu da luta por razões desconhecidas, sendo substituido por Luke Rockhold. Apenas alguns dias após o anuncio da troca, foi reportado que Rockhold seria substituído por Melvin Manhoef.
Jessica Eye estava escalada para fazer sua estréia contra Jan Finney; no entanto, as duas não chegaram num acordo sobre o peso da luta e esta foi cancelada.
Marloes Coenen era originalmente esperada para defender seu título contra a desafiante n°1 Miesha Tate nesse evento, mas em 23 de Fevereiro  foi anunciado que Tate havia se retirado da luta e sua substituta seria Liz Carmouche. A luta entre Coenen e Tate foi remarcada para o Strikeforce: Fedor vs. Henderson em 30 de Julho.
Jorge Gurgel era esperado para enfrentar o estreante na promoção Tyler Combs no evento, mas Combs se lesionou cinco dias antes do evento e teve que se retirar da luta. Billy Vaughan entrou em seu lugar.
O comentarista do Strikeforce Challengers Pat Miletich substituiu Gus Johnson na transmissão ao vivo do evento, já que Johnson havia sido chamado para transmitir o jogo de basquete da NCAA na mesma noite. Miletich depois permanentemente substituiu Johnson para os eventos maiores do Strikeforce.
Esse foi o último evento do Strikeforce da atual compradora da promoção Silicon Valley Sports and Entertainment's. A Zuffa, LLC anunciou que havia comprado do Strikeforce na semana seguinte.
O evento teve audiência de TV de 412,000.

## Resultados
^ a: Pelo Cinturão Meio Pesado do Strikeforce.

^ b: Pelo Cinturão Peso Galo Feminino do Strikeforce.

## Pagamentos anunciados
Segue uma lista de pagametos dado aos lutadores.
- Dan Henderson: $250,000 (no win bonus) def. Rafael Cavalcante: $28,000
- Marloes Coenen: $10,000 (no win bonus) def. Liz Carmouche: $5,000
- Tim Kennedy: $50,000 (no win bonus) def. Melvin Manhoef: $10,000
- Jorge Masvidal: $30,000 (including $15,000 win bonus) def. Billy Evangelista: $20,000
- Roger Bowling: $7,000 (includes $3,500 win bonus) def. Josh Thornburg: $2,000
- Jorge Gurgel: $8,000 (includes $4,000 win bonus) def. Billy Vaughan: $1,500
- Jay Freeman: $3,000 (includes $1,500 win bonus) def. Jason Riley: $1,500
- Brian Rogers: $3,000 (includes $1,500 win bonus) def. Ian Rammel: $1,500
- Mitch Whitesel: $3,000 (includes $1,500 win bonus) def. Marc Cofer: $1,500
- John Kuhner: $3,000 (includes $1,500 win bonus) def. J.P. Felty: $1,500

## Ligações Externas
1. ↑  a[›]
2. ↑  b[›]